# Sivi pavji žerjav
Sivi pavji žerjav (znanstveno ime Balearica regulorum) je ptica iz družine žerjavov, Gruidae. Najdemo jo v vzhodni in južni Afriki in je nacionalna ptica Ugande.

## Taksonomija
Sivi pavji žerjav je tesno povezan s črnim pavjim žerjavom in obe vrsti sta bili včasih obravnavani kot ista vrsta. Oba sta bila ločena na podlagi genetskih dokazov, klicev, perja in golih delov, stroka pa ju danes obravnava kot različni vrsti.
Obstajata dve podvrsti. Vzhodnoafriški B. r. gibbericeps (žerjav z grebenom) se pojavlja na vzhodu Demokratične republike Kongo in v Ugandi, katere nacionalna ptica je predstavljena v njeni državni zastavi, in Keniji v vzhodni Južni Afriki. Ima večjo površino gole rdeče kože obraza nad belo liso kot manjša nominirana vrsta, B. r. regulorum (južnoafriški pavji žerjav), ki gnezdi od južne Angole do Južne Afrike.

## Opis
Sivi pavji žerjav je visok približno 1 m, tehta 3,5 kg in ima razpon kril 2 m. Njegovo telo je večinoma sivo. Krila so pretežno bela, vendar vsebujejo perje različnih barv, z izrazito črno liso na samem vrhu. Glava ima krono iz trdih zlatih peres. Strani obraza so bele, na voljo pa je svetlo rdeča napihljiva golša za grlo. Kljun je razmeroma kratek in siv, noge pa črne. Imajo dolge noge za hojo po travi. Stopala so velika, a vitka, prilagojena za ravnotežje in ne za obrambo ali prijemanje. Spola sta podobna, čeprav so samci po navadi nekoliko večji. Mlade ptice so bolj sive od odraslih, s pernatim, oker obrazom.
Ta vrsta in črni pavji žerjav sta edina žerjava, ki lahko prenočita na drevesih zaradi dolgega zadnjega prsta, ki lahko prime veje. Ta lastnost naj bi bila lastnost prednikov med žerjavi, ki je bila izgubljena v drugi poddružini. Pavji žerjavi tudi nimajo zvitega sapnika in imajo ohlapno perje v primerjavi z drugimi žerjavi.

## Razširjenost in habitat
Pojavlja se v suhih savanah v podsaharski Afriki, čeprav gnezdi v nekoliko bolj vlažnih habitatih. Najdemo jih lahko tudi na močvirjih, obdelovalnih zemljiščih in travnatih nižinah v bližini rek in jezer v Ugandi in Keniji ter na jugu do Južne Afrike. Ta žival nima določenih vzorcev selitve, ptice, ki so bližje tropom, pa so običajno gnezdilke. Ptice na bolj sušnih območjih, zlasti v Namibiji, izvajajo lokalna sezonska gibanja v sušnejših obdobjih.

## Vedenje
Sivi pavji žerjav ima vzrejni prikaz, ki vključuje ples, klanjanje in skakanje. Ima močan klic, ki vključuje napihovanje rdeče gularne golše. Prav tako oddaja hupanje, ki se precej razlikuje od trobente drugih vrst žerjavov. Plešeta oba spola, odraslim se pridružijo še nezrele ptice. Ples je sestavni del dvorjenja, lahko pa se izvaja tudi kadar koli v letu.
Jate 30–150 ptic niso redke.

### Prehrana
Ti žerjavi so vsejedi, jedo rastline, semena, žita, žuželke, žabe, črve, kače, majhne ribe in jajca vodnih živali. Med hojo topotajo z nogami in dvignejo žuželke, ki jih hitro ujamejo in pojedo. Ptice se povezujejo tudi s pašnimi rastlinojedimi živalmi, ki imajo koristi od zmožnosti, da zgrabijo plen, ki ga motijo antilope in gazele. Ves dan preživijo v iskanju hrane. Ponoči pavji žerjav preživi svoj čas na drevesih, spi in počiva.

### Vzreja
Sivi pavji žerjavi čas imajo gnezditvene sezone okoli dežja, čeprav se učinek geografsko razlikuje. V vzhodni Afriki vrsta gnezdi vse leto, vendar najpogosteje v sušnih obdobjih, medtem ko v južni Afriki gnezditvena sezona časovno sovpada z deževjem. V času gnezditve pari žerjavov zgradijo veliko gnezdo; ploščad s travo in drugimi rastlinami v visokem mokrišču. Sivi pavji žerjav izleže 2-5 bleščečih, umazano belih jajčec, ki jih oba spola valita 28-31 dni. Piščanci so predzgodnji, lahko tečejo takoj, ko se izležejo in se operijo v 56–100 dneh. Ko so popolnoma odrasli in neodvisni, se piščanci različnih spolov ločijo od svojih staršev in si ustvarijo lastno družino. Videli so, da se sivi pavji žerjavi zbirajo v velikem številu na slovesnosti, podobni poroki, ko se poročita dva piščanca. Novi par nekaj časa pleše, preden skupaj odletita, da bi si ustvarila novo družino.

## Odnos z ljudmi

### Status in zaščita
Čeprav je sivi pavji žerjav še vedno pogost na nekaterih področjih svojega območja, se sooča z grožnjami za svoj življenjski prostor zaradi izsuševanja, prekomerne paše in onesnaženja s pesticidi. Njihova svetovna populacija je ocenjena na med 58.000 in 77.000 osebkov. Leta 2012 ga je IUCN razvrstil iz ranljivega v prizadeto vrsto.

### Simbolizem
Sivi pavji žerjav je nacionalna ptica Ugande in je prikazan na zastavi in grbu države. 
Ptica se pojavi tudi kot antagonist v ameriški akcijski komediji iz leta 2015 - Paul Blart: Mall Cop 2.